# Аеродром (Скоп'є)
Аеродром (мак. Аеродром) — район у східній частині міста Скоп'є, столиці Північної Македонії. Квартал є ядром новостворюваної міської громади Аеродрум, частини великої общини Скоп'є. Перша сесія ради нового муніципалітету відбулася 12 квітня 2005 року.
До цього Аеродром був частиною муніципалітету Кисела Вода. Зі сходу Аеродрум межує із районом Лисиче.
Свою назву район Аеродром отримав завдяки аеропорту, збудованому в 1928 році. Аеропорт постраждав від бомбардування у квітні 1941 року.

## Галерея

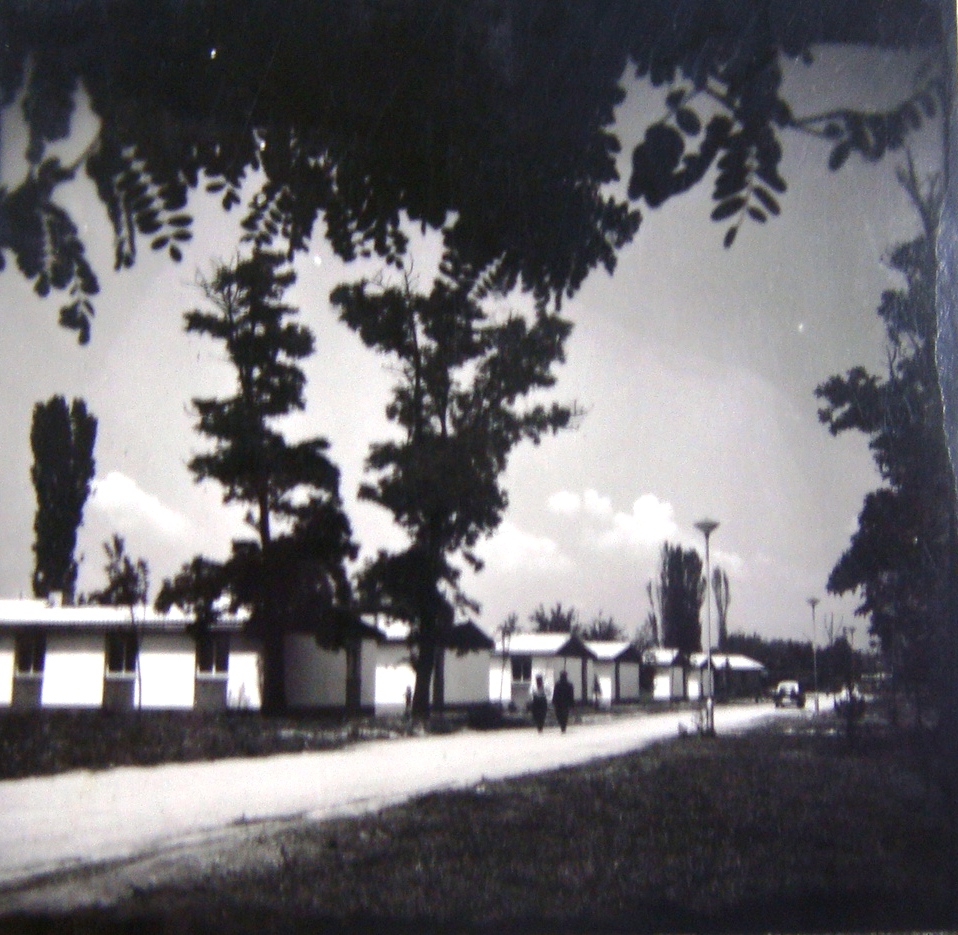
Аеродром, 1964
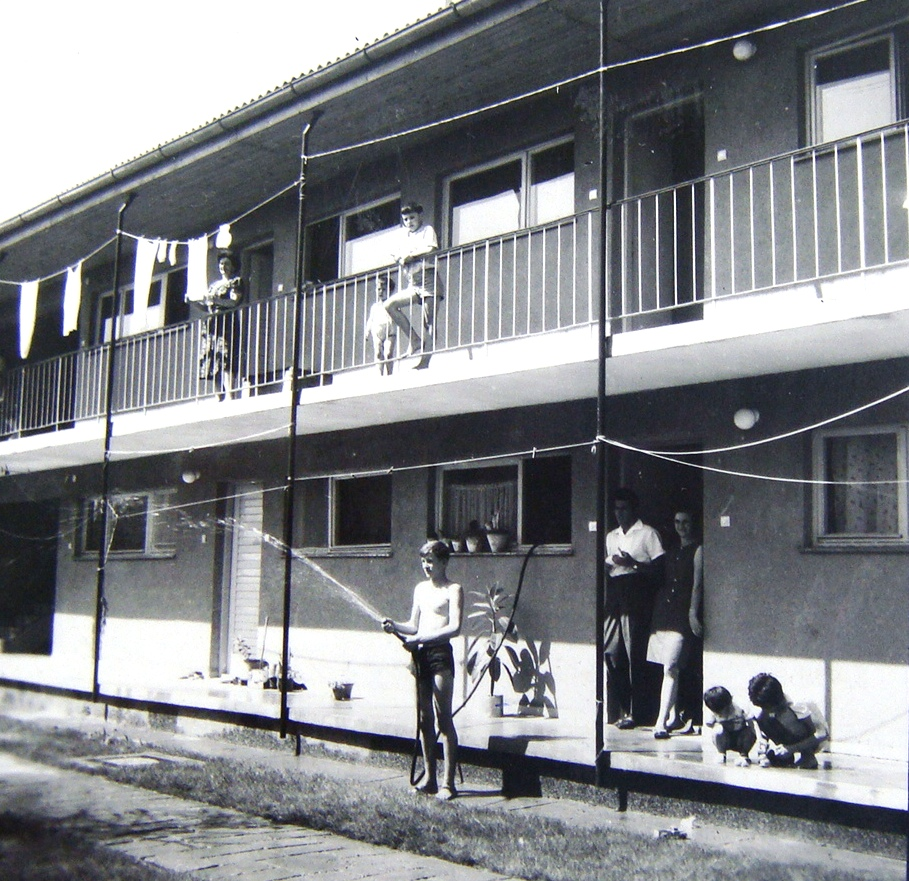
Аеродром у 1965
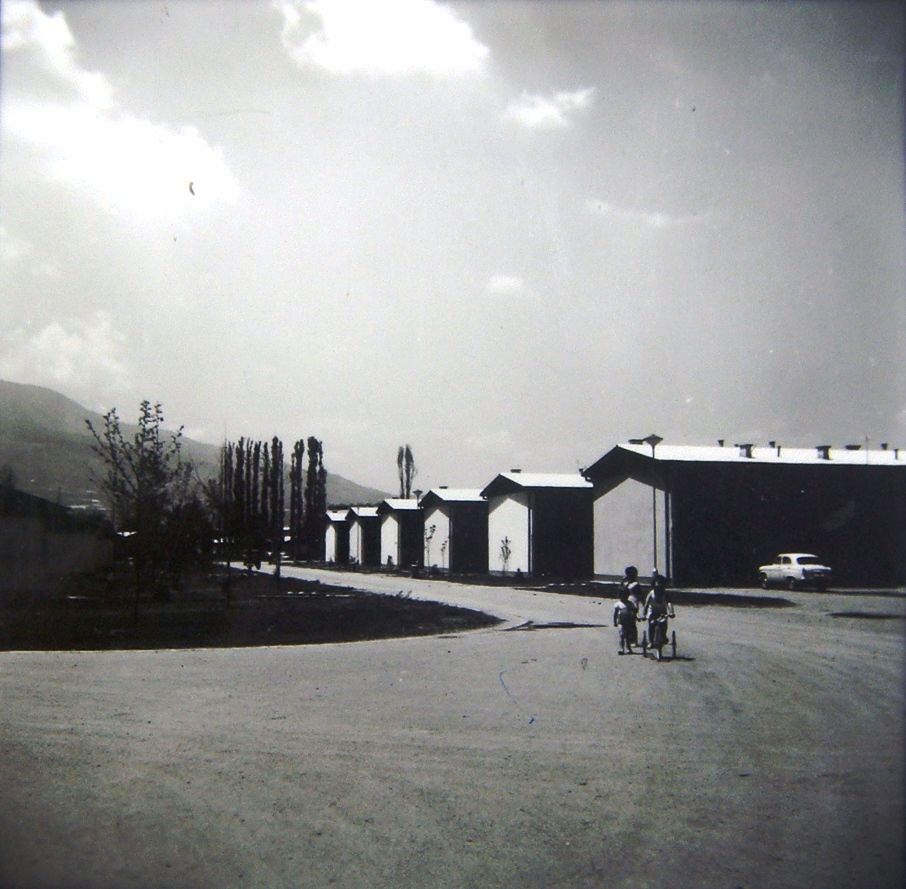
Аеродром, 1964